# Anna Zugno
Anna Zugno, née le 30 avril 1984 à Gardone Val Trompia, est une coureuse cycliste italienne. Professionnelle de 2004 à 2009, elle a été championne du monde du contre-la-montre juniors en 2002.

## Palmarès
- 2002
  -  Championne du monde du contre-la-montre juniors
- 2004
  -  Médaillée de bronze du championnat d'Europe du contre-la-montre espoirs
  - 3e du championnat d'Italie du contre-la-montre
- 2005
  - 2e du championnat d'Italie du contre-la-montre
  - 2e du GP Carnevale d'Europa
  -  Médaillée de bronze du championnat d'Europe du contre-la-montre espoirs
- 2006
  - 3e du Mémorial Davide Fardelli
  - 8e du Trofeo Alfredo Binda-Comune di Cittiglio
- 2007
  - 2e du championnat d'Italie du contre-la-montre
- 2008
  - 2e du championnat d'Italie du contre-la-montre
  - 3e du Grand Prix de Chambéry